# Сутчевське сільське поселення
Су́тчевське сільське поселення (рос. Сутчевское сельское поселение) — муніципальне утворення у складі Маріїнсько-Посадського району Чувашії, Росія. Адміністративний центр — присілок Сутчево.

## Населення
Населення — 1005 осіб (2019, 1128 у 2010, 1143 у 2002).

## Склад
До складу поселення входять такі населені пункти:
| Населений пункт             | Населення, осіб (2002) | Населення, осіб (2010) |
| --------------------------- | ---------------------- | ---------------------- |
| Велике Маклашкіно, присілок | 172                    | 175                    |
| Мале Маклашкіно, присілок   | 138                    | 129                    |
| Сутчево, присілок           | 482                    | 477                    |
| Юр'євка, присілок           | 26                     | 26                     |
| Ящерино, присілок           | 325                    | 321                    |